# 제34회 청룡영화상
제34회 청룡영화상은 2013년 11월 22일에 열린 시상식이다.

## 수상 및 후보

### 최우수 작품상
- 소원 - 이준익 수상
- 관상 - 한재림
- 베를린 - 류승완
- 설국열차 - 봉준호
- 신세계 - 박훈정

### 감독상
- 설국열차 - 봉준호 수상
- 베를린 - 류승완
- 신세계 - 박훈정
- 소원 - 이준익
- 관상 - 한재림

### 남우주연상
- 신세계 - 황정민 수상
- 7번방의 선물 - 류승룡
- 소원 - 설경구
- 관상 - 송강호
- 더 테러 라이브 - 하정우

### 여우주연상
- 감시자들 - 한효주 수상
- 연애의 온도 - 김민희
- 숨바꼭질 - 문정희
- 몽타주 - 엄정화
- 소원 - 엄지원

### 남우조연상
- 관상 - 이정재 수상
- 신세계 - 박성웅
- 감시자들 - 정우성
- 관상 - 조정석
- 화이:괴물을 삼킨 아이 - 조진웅

### 여우조연상
- 소원 - 라미란 수상
- 설국열차 - 고아성
- 관상 - 김혜수
- 늑대소년 - 장영남
- 숨바꼭질 - 전미선

### 신인남우상
- 화이:괴물을 삼킨 아이 - 여진구 수상
- 무서운이야기2 - 고경표
- 뫼비우스 - 서영주
- 은밀하게 위대하게 - 이현우
- 26년 - 임슬옹

### 신인여우상
- 마이 라띠마 - 박지수 수상
- 돈 크라이 마미 - 남보라
- 화이:괴물을 삼킨 아이 - 남지현
- 뫼비우스 - 이나라
- 누구의 딸도 아닌 해원 - 정은채

### 신인감독상
- 더 테러 라이브 - 김병우 수상
- 연애의 온도 - 노덕
- 몽타주 - 정근섭
- 늑대소년 - 조성희
- 숨바꼭질 - 허정

### 촬영상
- 베를린 - 최영환 수상
- 관상 - 고낙선
- 감시자들 - 김병서
- 감시자들 - 여경보
- 신세계 - 정정훈
- 신세계 - 유억
- 설국열차 - 홍경표

### 조명상
- 베를린 - 김성관 수상
- 감시자들 - 김승규
- 신세계 - 배일혁
- 관상 - 신경만
- 관상 - 이철오
- 숨바꼭질 - 이성재

### 음악상
- 화이:괴물을 삼킨 아이 - 모그 수상
- 감시자들 - 장영규
- 감시자들 - 달파란
- 소원 - 방준석
- 7번방의 선물 - 이동준
- 숨바꼭질 - 조영욱

### 미술상
- 설국열차 - 앙드레 넥바실 수상
- 미스터고 - 양홍삼
- 관상 - 이하준
- 베를린 - 전수아
- 신세계 - 조화성

### 기술상
- 미스터고 - 정성진(시각효과) 수상
- 감시자들 - 신민경(편집)
- 베를린 - 정두홍(무술)
- 베를린 - 한정욱(무술)
- 설국열차 - 최민영(편집)
- 설국열차 - 김창주(편집)
- 설국열차 - 에릭 더스트(시각효과)

### 각본상
- 소원 - 김지혜 수상
- 소원 - 조중훈 수상
- 관상 - 김동혁
- 더 테러 라이브 - 김병우
- 화이:괴물을 삼킨 아이 - 박주석
- 7번방의 선물 - 이환경

### 인기스타상
- 지.아이.조 2 - 이병헌 수상
- 고령화 가족 - 공효진 수상
- 연애의 온도 - 김민희 수상
- 소원 - 설경구 수상

### 한국영화 최다관객상
- 7번방의 선물

### 단편영화상
- 미자 - 전효정 수상